# Konrad Philipp Schuba
Konrad Philipp Schuba (* 26. August 1929 in Radolfzell am Bodensee; † 5. Oktober 2021) war ein deutscher Organist.

## Biografie
Konrad Philipp Schuba spielte bereits mit elf Jahren an der Orgel von St. Stephan zu Konstanz. Von 1949 bis 1958 studierte er an der Staatlichen Hochschule für Musik in Stuttgart bei Anton Nowakowski (Orgel), Karl Heinz Lautner (Klavier) sowie Johann Nepomuk David und Karl Marx (Komposition). 1958 war er der einzige Preisträger beim Wettbewerb der Staatlichen Musikhochschulen Westdeutschlands in Freiburg im Breisgau, 1962 erster Preisträger beim Internationalen Orgelimprovisationswettbewerb Haarlem in der St.-Bavo-Kirche (Niederlande).
Von 1955 bis 1994 war Schuba hauptamtlicher Münsterorganist an der Klais-Orgel des Konstanzer Münsters. Von 1955 bis 2004 übte er die Künstlerische Leitung der von ihm begründeten Internationalen Orgelkonzerte Konstanz aus. Seit 1956 unternahm er ausgedehnte Konzertreisen durch ganz Europa. Es entstanden zahlreiche Rundfunkaufnahmen bei deutschen und ausländischen Sendeanstalten sowie diverse Einspielungen auf LP und CD. Von 1975 bis 2000 lehrte Schuba künstlerisches Orgelspiel und liturgische Orgelimprovisation an der Hochschule für Katholische Kirchenmusik in Rottenburg am Neckar.